# Meisterschaft von Zürich 1987
Meisterschaft von Zürich 1987 war die 72. Austragung von der Meisterschaft von Zürich, einem eintägigen Straßenradrennen. Es wurde am 3. Mai 1987 über eine Distanz von 273,5 km ausgetragen. Es war Teil des Super Prestige Pernod 1987.
Das Rennen wurde von Rolf Gölz vor Raúl Alcalá und Camillo Passera gewonnen.

## Ergebnis
| Rang | Fahrer                     | Team                   | Zeit       |
| ---- | -------------------------- | ---------------------- | ---------- |
| 1    | Rolf Gölz                  | Superconfex-Yoko       | 7h 04' 40" |
| 2    | Raúl Alcalá                | 7 Eleven-Hoonved       | + 1'00"    |
| 3    | Camillo Passera            | Ecoflam-BFB Bruciatori | m. t.      |
| 4    | Jean-Philippe Vandenbrande | Hitachi-Marc           | m. t.      |
| 5    | Edwig Van Hooydonck        | Superconfex-Yoko       | m. t.      |
| 6    | Jiří Škoda                 | Ecoflam-BFB Bruciatori | m. t.      |
| 7    | Dag Otto Lauritzen         | 7 Eleven-Hoonved       | m. t.      |
| 8    | Othmar Häfliger            | Toshiba-La Vie Claire  | m. t.      |
| 9    | Jan Siemons                | PDM–Ultima–Concorde    | m. t.      |
| 10   | Steve Bauer                | Toshiba-La Vie Claire  | + 3'48"    |